# Destroy All Humans! 2
Destroy All Humans! 2, conhecido na Europa como Destroy All Humans! 2: Make War Not Love, jogo de video game, sequência de Destroy All Humans!. Foi lançado em 17 de outubro de 2006 na América do Norte. Um remake do jogo, intitulado Destroy All Humans! 2 - Reprobed, foi anunciado pela THQ Nordic em 2021 e lançado em 30 de agosto de 2022 para Microsoft Windows, PlayStation 5, e Xbox Series X/S.

## Enredo
O jogo se passa em 1967, oito anos após o original. O jogo começa com uma apresentação de slides reunião KGB mostrando que o personagem principal de Destroy All Humans !, Cryptosporidium-137, está agora falecido, por razões desconhecidas. Seu clone, Cryptosporidium-138 (Crypto para o short), feito de mais puro DNA Furon, está agora a tomar o seu lugar e continua a colocar como o presidente dos Estados Unidos. KGB inteligência revela que Crypto-138 é o primeiro e único furão ter genitália, conhecido apenas como "The Package". Vendo os Furons como uma ameaça para a União Soviética, a KGB destruir a nave-mãe Furon com um míssil nuclear.
Logo depois, a nova aventura de Crypto começa. Não só deve Crypto parar o KGB de destruir a América, ele deseja vingança pela destruição da nave-mãe:8. Comandante 8 de Crypto, Orthopox 13, baixado sua consciência para uma unidade holográfica (chamado de Unidade HoloPox) pouco antes de morrer. Depois de salvar Bay City da aniquilação nuclear nas mãos dos soviéticos, Crypto descobre que a KGB fugiram para Albion e prontamente se segue, onde conhece Reginald Ponsonby-Smythe, o chefe de James Bond-esque de M16 (uma paródia do MI6), e um agente da KGB desonestos chamado Natalya Ivanova. Eles descobrem que a KGB criaram um tipo de esporos que faz com que os seres humanos para se transformarem em monstros. Eventualmente Ponsonby trai Crypto, revelando que ele é o líder da filial britânica do Majestic, Majestic Setor 16 Depois de matar Ponsonby e enigmático sobre sua referência enigmática que os Furons podem não ser os únicos alienígenas na Terra, Crypto descobre que a KGB tem uma base em Takoshima Island.
Chegando em Takoshima, Crypto tem que resgatar um homem chamado Dr. Go (uma paródia do Dr. No) do Ninjas preto e KGB. Ele fornece acesso à base KGB escondido em vulcão da ilha. Dentro Crypto e Natalya são abordados por o cérebro por trás da trama de esporos, o premiê soviético Milenkov. Milenkov mostra um clipe de filme de seus homens usando esporos em um estagiário Takoshimese, que se transforma em um monstro Godzilla-como gigante chamado "Kojira". Depois de derrotar Kojira, Crypto segue Natalya de Tunguska, casa do "Projeto Solaris." Na URSS, Crypto descobre que uma outra raça alienígena pousou na Terra, O Blisk. O Blisk são um inimigo que os Furons tinha pensado que tinham dizimado durante a guerra marciana. Pox percebe que o evento de Tunguska de 1908 era na verdade um navio de guerra derrubou Blisk aterrissagem forçada na encosta Tunguskan e não um meteorito. Depois de destruir o navio de guerra Blisk caiu e resgatar Natalya de uma bolha de gás Blisk, Crypto atende Milenkov face a face. Milenkov seguida, retira-se para sua base lunar, Solaris, em um ônibus Blisk.
Um ser humano arrebatando corpo-Crypto
Na Lua, Crypto descobre que o Projeto Solaris é realmente uma super arma Blisk projetado para bombardear a Terra com esporos Blisk e radiação, que concede o controle Blisk da Terra como sua nova terra natal registrados água irradiada. Usando sua capacidade de "corpo arrebatar", Crypto disfarça cosmonauta soviético Leonid, o cientista cabeça na lua, e convence o resto dos seres humanos a entrar em guerra com o Blisk. Então Crypto consegue sabotar mecanismo de disparo da arma. Ao fazê-lo, Milenkov confronta Crypto. Ele então revela que desde o blisk caiu, eles estão controlando o governo russo, cada premier antes ele tinha sido um Blisk, e eles foram responsáveis por várias crises mundiais, incluindo a Guerra Fria. Após a conversa, Milenkov deixa. Crypto e Natalya batalha para as suas várias espécies para salvar a Terra, atacando e destruindo o Blisk Hive Mind com o OMGWTF com sucesso Pox vírus desenvolvido em seu laboratório, mas Milenkov aparece e fatalmente dispara Natalya na parte de trás. Ele então revela sua verdadeira forma, uma blisk fortemente blindado. Depois de derrotar Milenkov, Crypto relaxa em seu disco voador, enquanto Pox aparece no monitor de vídeo, parabenizando Crypto e aguarda ansiosamente o seu corpo recém-clonado. Ele detectou atividade no laboratório de clonagem de emergência. Ele questiona Crypto sobre isso, então percebe que Crypto clonou Natalya, e é extremamente furioso com isso e começa a gritar com ele, pouco antes de Crypto fecha abruptamente o monitor de vídeo no meio da frase. Deitada ao lado dele, Natalya desperta brevemente e favorece Crypto com um sorriso e um convite para acordá-la "em tempo para re-entrada." À medida que o jogo termina, Crypto leers no jogador e admite ter cometido "alguns ajustes".

## Recepção
Notas dadas ao jogo por sites e revistas especializadas em jogos:
- Game Informer: 8.5
- GameSpot: 7.1
- IGN: 8.0
- Official PlayStation Magazine: 8/10
- X-Play: 4/5
- GamePro 4.5/5 (9/10)

## Remake
Um remake, Destroy All Humans! 2: Reprobed, foi anunciado em 17 de setembro de 2021, para Microsoft Windows, PlayStation 5, e Xbox Series X/S. Um derivado multijogador, intitulado Destroy All Humans! Clone Carnage que foi feito para Microsoft Windows, PlayStation 4, e Xbox One foi entregue aos jogadores que fizeram pré-venda de Reprobed a partir de 31 de maio de 2022.